# Наша земя
„Наша земя“ е български игрален филм (драма) от 1952 година на режисьорите Антон Маринович и Стефан Сърчаджиев, по сценарий на Анжел Вагенщайн и Хаим Оливер. Оператор е Емил Рашев. Музиката във филма е композирана от Константин Илиев и Александър Райчев.

## Сюжет
Капитан Велков е изпратен началник на гранична застава край село Нови извор, където е бил партизанин. Над селото прелетява самолет, който стреля напосоки с картечница и ранява едно момче. Велков протестира пред представителя на гръцките власти майор Максимос. Среща се и с турския представител Фетхи бей, с когото се е запознал преди 9 септември 1944 г. при особено драматични обстоятелства.
В Нови извор се подготвя тържество по случай пускането на електричеството. Диверсанти прерязват кабелите, убиват часовоя и подпалват машините в стопанството. Бандитите са заловени, а имуществото спасено. На турската граница става инцидент, който трябва да прикрие истинското нападение от гръцката страна. Загива граничарят – Петко Шилото. Капитан Велков доказва, че това е провокация. В Нови извор има траурна церемония за погребението на Петко, защитил с живота си неприкосвеността на родната земя.

## Състав

### Актьорски състав
| Роля                           | Изпълнител                                       |
| ------------------------------ | ------------------------------------------------ |
| капитан Велков                 | Апостол Карамитев                                |
| Ана Маркова, учителка          | Милка Туйкова                                    |
| бай Колю, председател на ТКЗС  | Народен артист Петър Димитров                    |
| Дамян Инджев, партиен секретар | Заслужил артист Борис Ганчев                     |
| Пелин Савов                    | Стефан Великов                                   |
| лейтенант Маринов              | Любомир Кабакчиев                                |
| Петко Шилото                   | Георги Калоянчев                                 |
| Димо                           | Георги Георгиев – Гец (като Георги Ив. Георгиев) |
| Янка                           | Милка Янакиева                                   |
| Тошко                          | Йосиф Сърчаджиев                                 |
| диверсантът Васил              | Йордан Спасов                                    |
| Джелал                         | Иван Тонев                                       |
| Максимос                       | Заслужил артист Любомир Бобчевски                |
| Фетхи бей                      | Иван Стефанов                                    |
| майор Сноу                     | Виктор Георгиев                                  |
| Паризис                        | Димитър Пешев                                    |
| Кърк                           | Златан Кашеров                                   |
| председател на комисията       | Никола Узунов                                    |
| ходжа                          | Лео Конфорти                                     |

В масовите сцени участват студенти и студентки от ДВТУ „Кръстьо Сарафов“

### Екип
| Режисьор                                   | Антон Маринович Стефан Сърчаджиев |
| Сценарий                                   | Анжел Вагенщайн Хаим Оливер |
| Оператор                                   | Емил Рашев |
| Художник                                   | Асен Грозев |
| Костюми                                    | Мария Сотирова |
| Музика                                     | Константин Илиев Александър Райчев                                                                                                   |
| Текст на песните                           | Веселин Ханчев |
| Звукооператор                              | Георги Кръстев |
| Монтаж                                     | Елена Попова |
| Грим                                       | Аделина Томова |
| Асистент-режисьор                          | Яким Якимов |
| Помощник оператор                          | Георги Славчев |
| Консултанти по военните и гранични въпроси | старши лейтенант Д. Дамянов капитан Ст. Терзирадев                                                                                   |
| Художествен ръководител на студията        | Слав Славов |
| Директор                                   | Дончо Тодоров |
| Музиката изпълнява                         | Софийската държавна филхармония Диригенти: Константин Илиев Васил Стефанов                                                           |
| Песните изпълняват:                        | Хор на „Радио София“ Диригент: Светослав Обретенов Хор на пионерската организация „Бодра смяна“ Диригент: Заслужил артист Бочо Бочев |
| Производство                               | Българска кинематография Студия за игрални филми „СОФИЯ“ /Copyright © 1952/                                                          |

## Награди
- Димитровска награда втора степен, (1953).